# Ergis (przedsiębiorstwo)
Ergis Spółka Akcyjna – polskie przedsiębiorstwo przemysłu chemicznego, specjalizujące się w przetwórstwie tworzyw sztucznych i produkcji wyrobów z PVC, PET i PE. Spółka notowana na Giełdzie Papierów Wartościowych w Warszawie.
W ofercie przedsiębiorstwa znajdują się folie stretch z LLDPE (w tym folie nanoERGIS), izolacyjne i specjalistyczne miękkie folie PVC, twarde folie do żywności i leków PET, PET/PE i PVC, oraz taśmy spinające z PET,  granulaty z PVC, giętkie laminaty do żywności, płatki PET, folie BOPP. Siedziba spółki znajduje się w Warszawie, natomiast oddziały produkcyjne w miastach Wąbrzeźno i Oława. Spółki zależne grupy zlokalizowane są m.in. w Wąbrzeźnie, Nowym Sączu, Berlinie i Płocku.

## Grupa kapitałowa
Ergis SA jest jednostką dominującą grupy kapitałowej Ergis, skupiającej między innymi następujące spółki:
- Dywizja Folii Twardych:
  - MKF-Ergis Sp. z o.o.[2]
  - MKF-Schimanski-ERGIS GmbH[3] Spółki tworzące Dywizję Folii Twardych produkują folie PVC, PET oraz laminaty PVC/PE i PET/PE, wykorzystywane głównie przez producentów opakowań do żywności i farmaceutyków.

- Flexergis Sp. z o.o.[4] – producent giętkich drukowanych  laminatów do żywności.
- Ergis-Recycling Sp. z o.o.[5] – spółka zajmująca się recyklingiem tworzyw sztucznych.
- Numeratis Sp. z o.o.[6] – spółka specjalizująca się w obsłudze księgowej, kadrowej i płacowej.
- Transgis Sp. z o.o.[7] – spółka świadcząca usługi transportowe.

## Historia
Kalendarium:
- 1922 – założenie fabryki wyrobów filcowych w Wąbrzeźnie;
- 1950 – utworzenie przedsiębiorstwa państwowego „Pomorskie Zakłady Tworzyw Sztucznych w Wąbrzeźnie”
- 1998
  - zmiana nazwy na Ergis Spółka Akcyjna;
  - utworzenie Grupy Ergis w wyniku przejęcia spółek Schuepbach-Erg Sp. z o.o., Delpak Sp. z o.o.;
- 1999 – przeprowadzenie fuzji ZTS Erg, ZTS Erg-Oława SA i Cefol-Erg SA;
- 2000 – joint venture z firmą Eurofilms, założenie spółki Eurofilms Polska Grupa Ergis Sp. z o.o.;
- 2003 – przejęcie kontroli nad Grupą ERGIS przez Finergis sp. z o.o – spółkę utworzoną przy udziale Funduszu DBG EE oraz Prezesa Zarządu Tadeusza Nowickiego i Przewodniczącego Rady Nadzorczej – Marka Górskiego
- 2006 – debiut Eurofilms SA na Giełdzie Papierów Wartościowych w Warszawie[9];
- 2007:
  - przejęcie Flexergis sp. z o.o.[10];
  - powstanie spółki Ergis-Eurofilms SA w wyniku połączenia z Ergis SA z Eurofilms SA;
  - przejęcie MKF-Folien GmbH i Schimanski GmbH[11];
- 2014 – zmiana nazwy na Ergis SA.
- 2020 - wycofanie akcji spółki Ergis SA z obrotu giełdowego.